# Kościół Matki Bożej Pocieszenia w Wierzchosławicach
Kościół Matki Bożej Pocieszenia – rzymskokatolicki kościół parafialny należący do parafii pod tym samym wezwaniem (dekanat Wojnicz diecezji tarnowskiej).
Obecna świątynia została wzniesiona w latach 1811–1818 i ufundowana przez księcia Eustachego Sanguszkę, właściciela wsi, konsekrowana została przez biskupa tarnowskiego Grzegorza Tomasza Zieglera w 25 kwietnia 1824 roku.

## Architektura
Jest to budowla klasycystyczna z elementami stylu barokowego. Świątynia jest murowana, wybudowana z cegły i otynkowana. Posiada jedną nawę, z węższym prezbiterium, zamkniętym półkoliście, otoczonym dobudówkami w kształcie obejścia. Na zewnątrz boczne elewacje są rozczłonkowane lizenami. Fasada zachodnia posiada podziały pilastrowe i jest zwieńczona trójkątnym, spłaszczonym przyczółkiem, nad którym mieści się attyka podzielona na dwie strefy, rozczłonkowana pilastrami i arkadkami w osi centralnej. Nad szczytem, z dachu wyrasta drewniana wieżyczka, nakryta baniastym dachem hełmowym.
Nawę i prezbiterium nakrywają dachy dwuspadowe, dobudówki nakryte są dachem pulpitowym. Wnętrze jest rozczłonkowane zwielokrotnionymi filarami przyściennymi i nakrywa je sklepienie żaglaste oparte na gurtach. Chór muzyczny jest podparty trzema arkadami. Dobudówki są nakryte sklepieniem krzyżowym. Okna są zamknięte półkoliście. Portal główny jest ozdobiony fryzem, na którym widnieje data budowy i jest zwieńczony trójkątnym przyczółkiem. Polichromia o charakterze figuralnym i ornamentalnym powstała w 1929 roku i jest dziełem Kazimierza Polityńskiego.

## Wnętrze[2]
Ołtarz główny w stylu neobarokowym pochodzi z 2. połowy XIX wieku, w polu głównym znajduje się obraz Matki Boskiej z Dzieciątkiem namalowany w XX wieku, po bokach są umieszczone rzeźby: Świętych Jana Ewangelisty i Józefa oraz aniołów, retabulum otacza okno z witrażem z 1891 r., na którym przedstawiono Najświętsze Serce Pana Jezusa.
Ołtarze boczne, dwa przy tęczy w stylu neobarokowym powstały w 2. połowie XIX wieku, w nich są umieszczone obrazy współczesne ołtarzom:
- Lewy posiada obraz Matki Bożej Różańcowej ze świętymi Dominikiem i Katarzyną Sieneńską; Zasuwę stanowi obraz św. Józefa z Dzieciątkiem Jezus.
- Prawy posiada obraz św. Franciszka obejmującego Chrystusa na Krzyżu; Zasuwę stanowi obraz św. Antoniego z Dzieciątkiem Jezus.
- Trzeci ołtarz jest umieszczony w nawie i reprezentuje styl neogotycko-neobarokowy, powstał w 2. połowie XIX wieku i posiada formę tryptyku z obrazem Piety w polu centralnym i scenami z życia Chrystusa na skrzydłach; na awersach znajdują się następujące sceny:

1. Ofiarowanie w świątyni;
2. Ucieczka do Egiptu;
3. Modlitwa w Ogrójcu;
4. Wypędzenie przekupniów ze świątyni;

Na rewersach widnieją takie sceny jak:
1. św. Sebastian;
2. św. Zyta.

Do wyposażenia świątyni należą również rzeźby:
- Krucyfiksy wykonane na początku XIX wieku;
- „Chrystus Zmartwychwstały”, powstały na początku XIX wieku;
- „Chrystus Frasobliwy”, wierna kopia wykonana w 1966 roku rzeźby późnogotyckiej, umieszczonej aktualnie w Muzeum Diecezjalnym w Tarnowie.

Ambona powstała w 1904 roku. Kościół posiada cztery konfesjonały w stylu neobarokowym oraz ławy. Organy powstały w 1926 roku i zostały wykonane przez firmę Rieger-Jaegerndorf.
Chrzcielnica została wykonana z drewna.